# زبيدي باسيفيكي
زبيدي باسيفيكي (الاسم العلمي:Peprilus medius) (بالإنجليزية: Pacific harvestfish)‏ هو نوع من الأسماك يتبع جنس الزبيدي البيبريلي من فصيلة الأسماك الزبيدية.